# Ronde van Italië 2023/Eindstanden
Deze pagina geeft een overzicht van de eindstanden in de Ronde van Italië 2023.

## Algemeen klassement
| Plaats    | Naam                   | Ploeg              | Tijd      |
| --------- | ---------------------- | ------------------ | --------- |
| Roze trui | Primož Roglič          | Team Jumbo-Visma   | 85u29'02" |
| 2         | Geraint Thomas         | INEOS Grenadiers   | + 14"     |
| 3         | João Almeida           | UAE Team Emirates  | + 1'15"   |
| 4         | Damiano Caruso         | Bahrain-Victorious | + 4'40"   |
| 5         | Thibaut Pinot          | Groupama-FDJ       | + 5'43"   |
| 6         | Thymen Arensman        | INEOS Grenadiers   | + 6'05"   |
| 7         | Eddie Dunbar           | Team Jayco AlUla   | + 7'30"   |
| 8         | Andreas Leknessund     | Team DSM           | + 7'31"   |
| 9         | Lennard Kämna          | BORA-hansgrohe     | + 7'46"   |
| 10        | Laurens De Plus        | INEOS Grenadiers   | + 9'08"   |
| 11        | Einer Rubio            | Movistar Team      | + 10'43"  |
| 12        | Ilan Van Wilder        | Soudal-Quick Step  | + 11'58"  |
| 13        | Santiago Buitrago      | Bahrain-Victorious | + 12'21"  |
| 14        | Sepp Kuss              | Team Jumbo-Visma   | + 13'09"  |
| 15        | Aurélien Paret-Peintre | AG2R-Citroën       | + 14'13"  |
| 16        | Bruno Armirail         | Groupama-FDJ       | + 17'16"  |
| 17        | Warren Barguil         | Arkéa Samsic       | + 24'06"  |
| 18        | Filippo Zana           | Team Jayco AlUla   | + 33'22"  |
| 19        | Jack Haig              | Bahrain-Victorious | + 34'46"  |
| 20        | Patrick Konrad         | BORA-hansgrohe     | + 37'57"  |

## Puntenklassement
| Plaats      | Naam             | Ploeg                 | punten |
| ----------- | ---------------- | --------------------- | ------ |
| Paarse trui | Jonathan Milan   | Bahrain-Victorious    | 217    |
| 2           | Derek Gee        | Israel-Premier Tech   | 164    |
| 3           | Michael Matthews | Team Jayco AlUla      | 101    |
| 4           | Mark Cavendish   | Astana Qazaqstan Team | 101    |
| 5           | Pascal Ackermann | UAE Team Emirates     | 95     |
| 6           | Toms Skujiņš     | Trek-Segafredo        | 91     |
| 7           | Nico Denz        | BORA-hansgrohe        | 77     |
| 8           | Magnus Cort      | EF Education-EasyPost | 68     |
| 9           | Alberto Dainese  | Team DSM              | 63     |
| 10          | Primož Roglič    | Team Jumbo-Visma      | 56     |

## Bergklassement
| Plaats      | Naam                   | Ploeg                              | punten |
| ----------- | ---------------------- | ---------------------------------- | ------ |
| Blauwe trui | Thibaut Pinot          | Groupama-FDJ                       | 237    |
| 2           | Derek Gee              | Israel-Premier Tech                | 200    |
| 3           | Ben Healy              | EF Education-EasyPost              | 164    |
| 4           | Davide Bais            | EOLO-Kometa                        | 144    |
| 5           | Einer Rubio            | Movistar Team                      | 118    |
| 6           | Primož Roglič          | Team Jumbo-Visma                   | 86     |
| 7           | Santiago Buitrago      | Bahrain-Victorious                 | 82     |
| 8           | Davide Gabburo         | Green Project-Bardiani-CSF-Faizanè | 69     |
| 9           | João Almeida           | UAE Team Emirates                  | 67     |
| 10          | Aurélien Paret-Peintre | AG2R-Citroën                       | 56     |

## Jongerenklassement
| Plaats     | Naam               | Ploeg                    | tijd       |
| ---------- | ------------------ | ------------------------ | ---------- |
| Witte trui | João Almeida       | UAE Team Emirates        | 85u30'17"  |
| 2          | Thymen Arensman    | INEOS Grenadiers         | + 4'50"    |
| 3          | Andreas Leknessund | Team DSM                 | + 6'16"    |
| 4          | Einer Rubio        | Movistar Team            | + 9'28"    |
| 5          | Ilan Van Wilder    | Soudal-Quick Step        | + 10'43"   |
| 6          | Santiago Buitrago  | Bahrain-Victorious       | + 11'06"   |
| 7          | Filippo Zana       | Team Jayco AlUla         | + 32'07"   |
| 8          | Laurens Huys       | Intermarché-Circus-Wanty | + 51'03"   |
| 9          | Brandon McNulty    | UAE Team Emirates        | + 1u06'28" |
| 10         | Marco Frigo        | Israel-Premier Tech      | + 1u23'21" |

1e etappe ·
2e etappe ·
3e etappe ·
4e etappe ·
5e etappe ·
6e etappe ·
7e etappe ·
8e etappe ·
9e etappe ·
10e etappe ·
11e etappe ·
12e etappe ·
13e etappe ·
14e etappe ·
15e etappe ·
16e etappe ·
17e etappe ·
18e etappe ·
19e etappe ·
20e etappe ·
21e etappe
Startlijst · Eindstanden · Afbeeldingen